# Filmakademie Baden-Württemberg

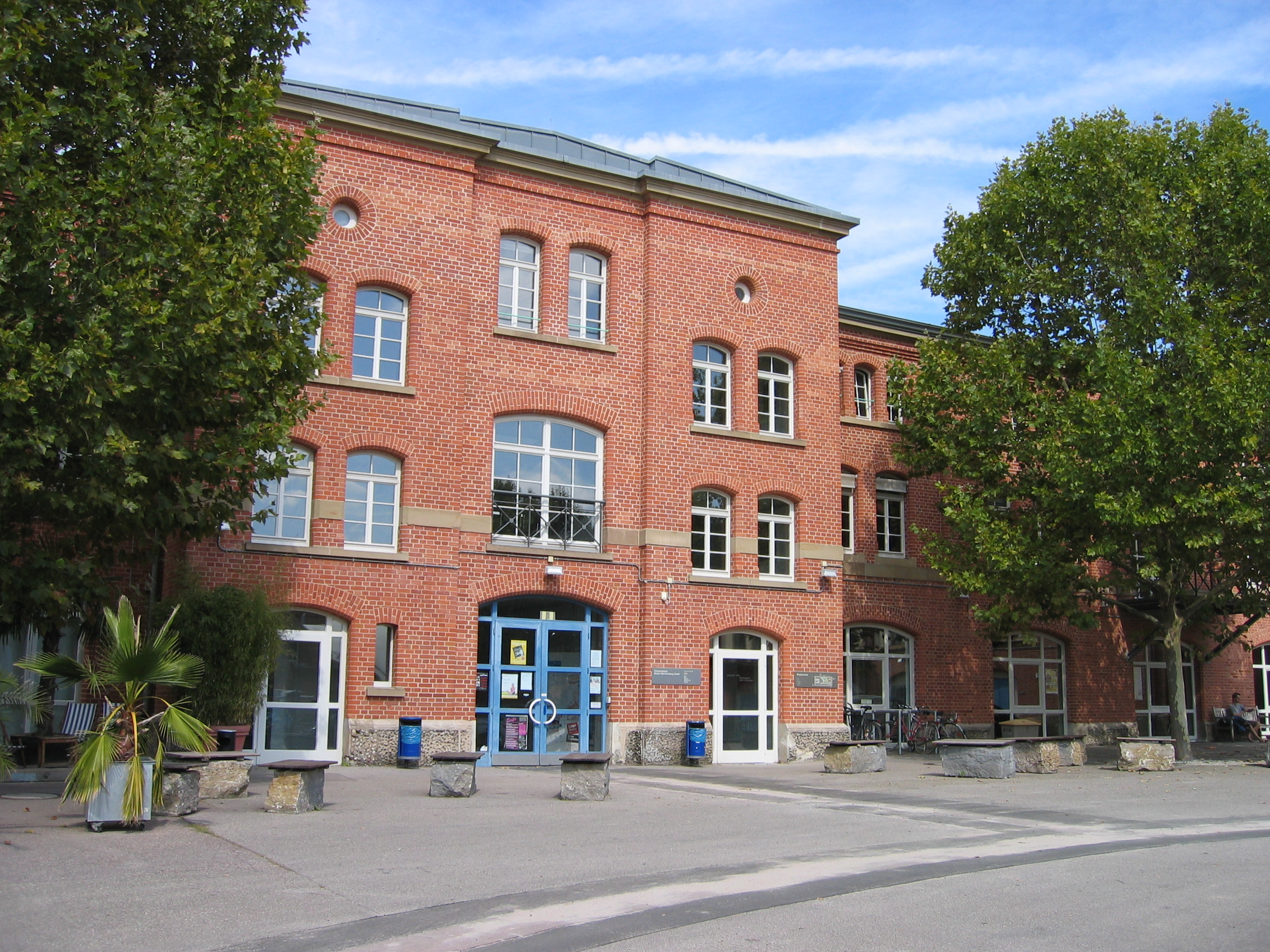
Filmakademie Baden-Württemberg

Die Filmakademie Baden-Württemberg (FABW) ist eine 1991 gegründete Filmhochschule in Ludwigsburg, die als eine gemeinnützige GmbH mit dem Land Baden-Württemberg als alleinigem Gesellschafter geführt wird. Die etwa 500 Studierenden werden von über 300 Dozierenden betreut.

## Geschichte
Die Filmakademie entstand auf Initiative von Albrecht Ade und nahm am 14. Oktober 1991 den Studienbetrieb auf. Gründungsdirektoren waren Albrecht Ade als künstlerischer Direktor und Ernst-O. Schulze als kaufmännischer Direktor (bis 1997). 1993 zog die FABW in den heutigen Standort zwischen Mathildenstraße und Alleenstraße. 1999 wurde auf Bundesebene die Gründung einer deutsch-französischen Filmakademie vereinbart, die ein Jahr später als Kooperation der FABW mit der französischen Filmhochschule La Fémis den Betrieb aufnahm („Atelier Ludwigsburg-Paris“). Von 1997 bis 2007 war Hans-Joachim Steck als kaufmännischer Direktor tätig. 2001 übernahm Arthur Hofer die künstlerische Leitung von Albrecht Ade. 2002 wurde das Animationsinstitut als teilselbständige Einheit an der Filmakademie etabliert. Seit 2005 wird sie von Thomas Schadt als künstlerischer Direktor und seit 2007 als alleiniger Geschäftsführer geleitet. 2008 wurde die eigenständige Akademie für Darstellende Kunst Baden-Württemberg auf dem Campus angesiedelt, mit der die FABW diverse Kooperationen in der Lehre pflegt.

## Studium

### Studiengänge
Die Filmakademie bietet die drei Diplom-Studiengänge Film + Medien, Produktion sowie Filmmusik + Sounddesign als vierjähriges Vollstudium an, welches sich in ein zweijähriges Grundstudium und ein zweijähriges Projektstudium gliedert. Die drei Studiengänge fächern sich in verschiedene Studienschwerpunkte auf, diese wiederum zum Teil in diverse Vertiefungen. Für Bewerberinnen und Bewerber mit Bachelor oder Vordiplom ist ein Quereinstieg in das Projektstudium grundsätzlich möglich. Seit dem Studienjahr 2018/19 werden zudem folgende acht Studienschwerpunkte auch als Diplom-Aufbaustudiengänge angeboten: Journalistischer Film, Motion Design, Szenenbild, Interaktive Medien, Animation/Animation Effects Producer, Animation/Technical Director, Filmmusik sowie Filmton/Sounddesign.

### Animationsinstitut
Das Animationsinstitut wurde 2002 als Teil der Filmakademie Baden-Württemberg gegründet. Das Institut bildet seine Studierenden in den Bereichen Animation, Visual Effects, Animation/Effects Producing, Technical Directing und Interaktive Medien aus.
Darüber hinaus richtet das Animationsinstitut inhaltlich die Fachkonferenz FMX - Film and Media Exchange in Stuttgart aus, eines der bedeutendsten Branchenevents für Digital Visual Arts in Europa.

### Atelier Ludwigsburg-Paris
Das Atelier Ludwigsburg-Paris ist ein seit 2001 bestehendes einjähriges Weiterbildungsprogramm für junge europäische Filmschaffende in den Bereichen Produktion und Verleih mit den Schwerpunkten Stoffentwicklung, Finanzierung, Produktion, Vertrieb und Marketing. Es wird angeboten von den Filmschulen La Fémis in Paris und der Filmakademie Baden-Württemberg. 2007 kam die National Film and Television School in Beaconsfield bei London als Kooperationspartner hinzu.
Jedes Jahr entsteht im Rahmen des Ateliers Ludwigsburg-Paris eine Kurzfilmreihe zu einem gemeinsamen Thema. Die Reihen sind deutsch-französische Koproduktionen der FABW mit ARTE, dem SWR und La Fémis. Die Teilnehmenden des Ateliers sind dabei in binationalen Teams als Producerinnen und Producer für die Filmherstellung verantwortlich. Alle Filme werden u. a. auf den Französischen Filmtagen in Tübingen und dem Festival Max Ophüls Preis präsentiert sowie auf ARTE ausgestrahlt.

### Filmschauspiel / Screen Acting
Die Abteilung Filmschauspiel veranstaltet zwei Mal pro Jahr einen in sich abgeschlossenen Kurs, der sich speziell an junge Talente richtet, die ihre klassisch abgeschlossene Schauspielausbildung um das Fach Filmschauspiel in Praxis und Theorie erweitern möchten.
Der deutsche Filmschauspielworkshop findet jährlich zwischen April und Juni in Kooperation mit der Hochschule für Musik und Darstellende Kunst Stuttgart statt und bietet externen Schauspiel-Talenten die Möglichkeit, sich für die Arbeit vor der Kamera weiter zu qualifizieren. Der englischsprachige International Screen Acting Workshop richtet sich an schon etabliertere Schauspielerinnen und Schauspieler aus ganz Europa als Einstieg in eine internationale Karriere vor der Kamera. In beiden Workshops unterrichten erfahrene Fachleute aus der ganzen Welt.

### Weitere Initiativen
Internationalisierung: Die FABW betreibt Austauschprogramme mit Partnerhochschulen auf fünf Kontinenten. 2014 wurde eine internationale Klasse für ausländische Studierende etabliert. Und das zweijährige Projektstudium wird ab dem Studienjahr 2023/24 auf ein bilinguales (Deutsch/Englisch) Curriculum umgestellt.
Buchpublikationen: Unter dem Titel „Edition FABW“ wurde 2017 eine Schriftenreihe ins Leben gerufen, in der seitdem mehrere Drehbücher und Bände mit Kurzgeschichten von Studierenden der Filmakademie und der ADK erschienen sind. Die Kurzgeschichtenbände stehen unter der Schirmherrschaft von Philipp Keel, Herausgeber des Diogenes Verlags.
Gendergerechtigkeit, Diversität und Antidiskriminierung: Während der Berlinale 2018 präsentierten die deutschen Filmhochschulen ein gemeinsames Positionspapier zur Gendergerechtigkeit. Auch die FABW verpflichtete sich dabei dem Ziel, ein Bewusstsein für die Geschlechterdarstellung im Film zu schaffen und Frauen gleiche Chancen im Filmbusiness zu ermöglichen. Auch zu den Themen Diversität und Antidiskriminierung hat die Filmakademie verschiedene Initiativen gestartet und Lehrangebote eingerichtet.
Nachhaltigkeit: Die Filmakademie hat sich 2017 den Leitsätzen der WIN-Charta des Landes Baden-Württemberg verschrieben. Dies beinhaltet den Einsatz für ein nachhaltiges und energiesparendes Wirtschaften, im Bereich Film etwa durch Green Shooting oder Green Production.

## Preise und Auszeichnungen
Eine Reihe von Filmen sind im Rahmen des Studiums entstanden, die auf nationalen sowie internationalen Festivals wichtige Preise erhielten. Dazu zählen Studenten-Oscars für Rochade (1998, Regie: Thorsten M. Schmidt), NimmerMeer (2007, Regie: Toke Constantin Hebbeln), Von Hunden und Pferden (2012, Regie: Thomas Stuber), Erledigung einer Sache (2015, Regie: Dustin Loose), der Dokumentarfilm Galamsey – Eine Handvoll Gold (2017, Regie: Johannes Preuss), der Animationsfilm The Beauty (2020, Regie: Pascal Schelbli) sowie Tala’Vision (2021, Regie: Murad Abu Eisheh). Hinzu kommen mehrere Deutsche Kurzfilmpreise, Grimme-Preise, First Steps Awards und Deutsche Fernsehpreise. Beim Internationalen Filmfestival Locarno wurden Das Verlangen (Regie: Iain Dilthey) 2002 mit dem Goldenen Leoparden und Closing Time (Regie: Nicole Vögele) 2018 mit dem Spezialpreis der Jury prämiert. Beim Deutschen Filmpreis 2016 wurde Above and Below (Regie: Nicolas Steiner) als bester Dokumentarfilm und 2017 der Abschlussfilm 24 Wochen (Regie: Anne Zohra Berrached) mit der Lola in Silber ausgezeichnet. Und der Debütfilm Systemsprenger, dessen Drehbuch Regisseurin Nora Fingscheidt während ihres Studiums an der Filmakademie entwickelt hatte, erhielt 2019 bei der Berlinale einen Silbernen Bären und 2020 acht Lolas beim Deutschen Filmpreis.
2010 setzte The Hollywood Reporter die Filmakademie als einzige deutsche Einrichtung auf die Liste der besten Filmhochschulen weltweit. 2015–2017 war die Filmakademie erneut auf dieser Liste vertreten.
Auch das Animationsinstitut wurde mit wichtigen Preisen der Branche ausgezeichnet, darunter bei der SIGGRAPH für 458 nm (2006, Regie: Jan Bitzer, Ilija Brunck, Tom Weber), Loom (2010, Regie: Jan Bitzer, Ilija Brunck, Csaba Letay), Globosome (2012, Regie: Sascha Geddert), Herr Hoppe und der Atommüll (2012, Regie: Jan Lachauer, Thorsten Löffler), Rollin’ Safari (Regie: Kyra Buschor, Constantin Päplow und Ännie Habermehl) und für Harald (2013, Regie: Moritz Schneider) sowie Wrapped (2014, Regie: Roman Kälin, Falko Paeper, Florian Wittmann). Der Film Das Rad (Regie: Heidi Wittlinger, Chris Stenner, Arvid Uibel) war zudem 2003 für einen Oscar in der Kategorie Best Animated Short nominiert. Weiterhin gewannen bereits zehn Projekte des Instituts jeweils einen VES Award. Neben Filmen sind auch interaktive Anwendungen erfolgreich. So erhielt das Game A Juggler’s Tale (2021, Regie: Steffen Oberle, Enzio Probst) unter anderem einen Deutschen Computerspielpreis 2022. Die internationale Awards- und Mentoring-Plattform The Rookies hat die Filmakademie Baden-Württemberg mit ihrem Animationsinstitut 2017 zur Best Visual Effects School weltweit gekürt und sie in der Kategorie Best Animation School auf Platz 2 gelistet.

## Bewerbung
Bei Bewerbungen wird in der Regel das Abitur sowie mindestens ein Jahr praktische Erfahrung im Film- oder Medienbereich vorausgesetzt. Im Fall einer Bewerbung für einen Quereinstieg in das Projektstudium muss außerdem mindestens ein Vordiplom oder Bachelor bestimmter Fachrichtungen und für ein Aufbaustudium ein Hochschulabschluss nachgewiesen werden. Die Aufnahmeprüfung findet im April/Mai statt. Wer eine überdurchschnittliche künstlerische Begabung vorweist, kann durch das erfolgreiche Bestehen einer Begabtenprüfung auch ohne die allgemeine, fachgebundene oder Fachhochschulreife in geeigneten künstlerischen Studiengängen studieren (Ausnahme wissenschaftliche Studiengänge). Die Zulassungsvoraussetzungen für die Begabtenprüfung regeln die Hochschulen durch Satzung. Für die Filmakademie und Popakademie sowie für die Akademie für Darstellende Kunst bestehen vergleichbare Regelungen.